# Sapois (Vosgi)
Sapois è un comune francese di 665 abitanti situato nel dipartimento dei Vosgi nella regione del Grand Est.

## Società

### Evoluzione demografica
Abitanti censiti